# Modisimus beneficus
Modisimus beneficus is een spinnensoort uit de familie trilspinnen (Pholcidae). De soort komt voor in Mexico. 